# Xavier Molina i Membrives
Xavier Molina i Membrives (Blanes, Selva, 31 de maig de 1967) és instrumentista de tenora, clarinet i saxo i compositor. És germà de Jordi Molina i Membrives.
Als nou anys comença a estudiar tenora i clarinet a la Banda i Cobles del Col·legi Santa Maria de Blanes. Des del 1992 formà part de la cobla-orquestra Marina, de la que la temporada 200-2001 esdevingué director musical. Va estudiar la tenora amb Ricard Viladesau, clarinet amb Enric Peraire; saxo, harmonia i combo a l'Escola de Música de Bellaterra amb Eladio Reinón i Mario Rossi. Va perfeccionar els estudis de saxo amb Bill Mc. Henry i els d'harmonia amb Lluís Vergés. El 1997 va presentar a Sant Celoni la seva primera sardana, Empenta.
Ha enregistrat diversos discs compactes com a músic d'estudi amb Santi Arisa, Club Super3, Jaume Sisa i Trivuc. També ha treballat en el camp publicitari i ha fet bandes sonores diverses com la de Subyudice. Compagina la seva tasca com a arranjador, compositor i instrumentista amb la docència. Ha format part dels projectes Km5tet, Jordi Molina sextet de tenores i Liquid trio. L'any 2007 va engegar dos projectes propis promoguts, amb l'afany d'evolucionar i realitzar projectes de qualitat: el quartet de saxos Gironsax i la big band Girona Jazz Project.

## Reconeixements
- L'any 2010 rep el Premi Enderrock en la categoria de Jazz com a «Millor Artista del 2009» amb el projecte de Guillermo Klein & Girona Jazz Project big band.[5]
- L'any 2011 finalista del IV Concurs de Maquetes Sons de la Mediterrània.[6]
- El 2013 nominat al millor disc de folk i noves músiques i també a la millor portada de disc als Premis Enderrock.[6]
- El 2013 va rebre el Premi a l'Excel·lència Sardanista juntament amb el seu germà.[7]